# Crassicrus
Crassicrus is een geslacht van spinnen uit de familie vogelspinnen (Theraphosidae).

## Soorten
De volgende soorten zijn bij het geslacht ingedeeld:
- Crassicrus lamanai Reichling & West, 1996